# Ваља Дешулуј (Горж)
Ваља Дешулуј (рум. Valea Deșului) насеље је у Румунији у округу Горж у општини Владимир. Oпштина се налази на надморској висини од 246 m.

## Становништво
Према подацима из 2002. године у насељу је живело 514 становника, од којих су сви румунске националности.